# Jan Vermeulen

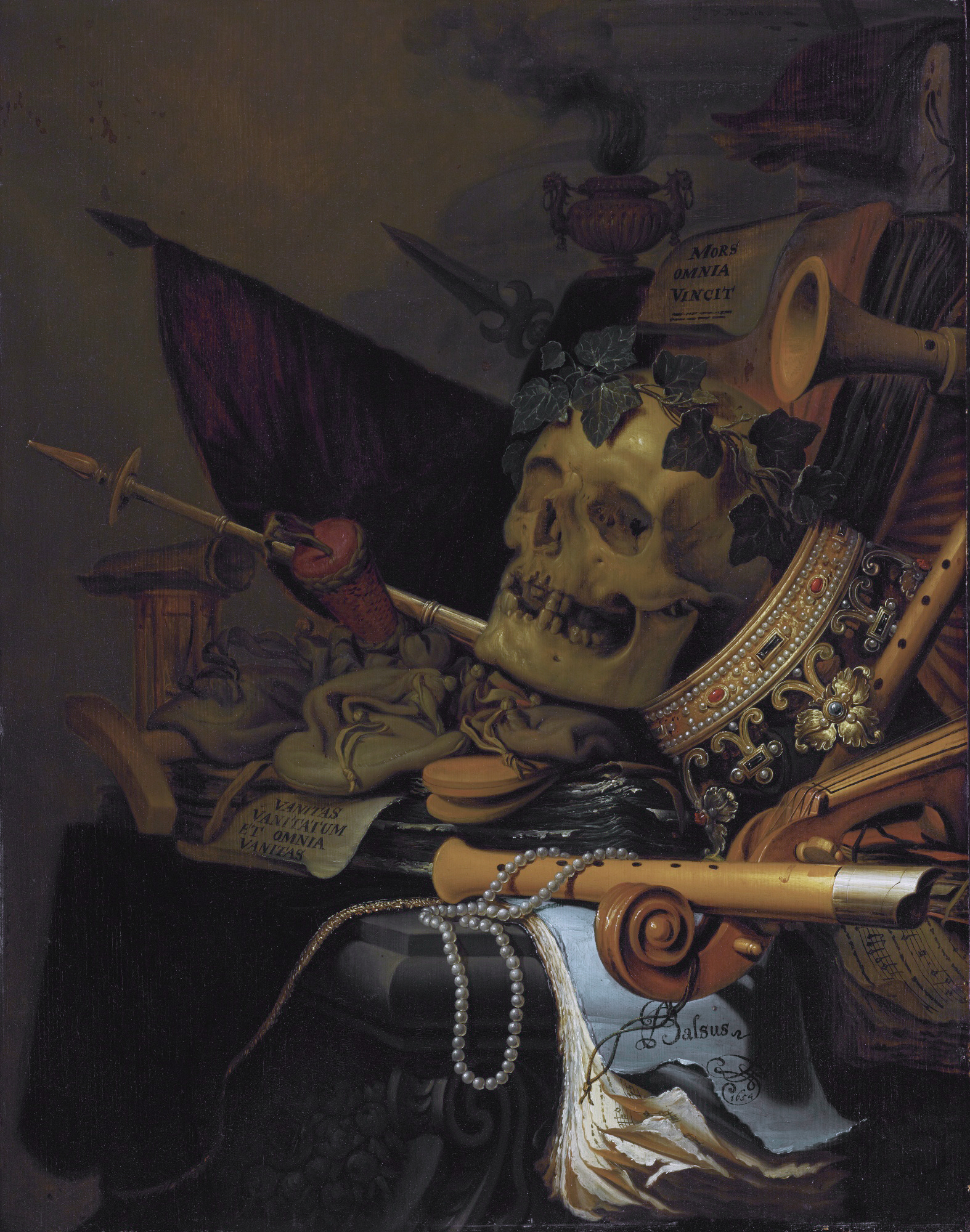
Martwa natura

Jan Vermeulen ( zm. 1674 w Haarlemie) – holenderski malarz martwych natur czynny w latach 1638-1674.
Jego dzieła znajdują się w muzeach w: Aschaffenburg (Bayerische Staatsgemaeldesammlung), Kopenhadze (Statens Museum for Kunst), Hadze (Mauritshuis), Nantes (Musée des Beaux-Arts) i Pradze (Galeria Narodowa)